# Мандья
Мандья (англ. Mandya) — город в индийском штате Карнатака. Административный центр округа Мандья. Средняя высота над уровнем моря — 678 метров. По данным всеиндийской переписи 2001 года, в городе проживало 131 211 человек, из которых мужчины составляли 51 %, женщины — соответственно 49 %. Уровень грамотности взрослого населения составлял 73 % (при общеиндийском показателе 59,5 %). Уровень грамотности среди мужчин составлял 77 %, среди женщин — 68 %. 11 % населения было моложе 6 лет.